# Dina Bursztyn
Dina Bursztyn (sinh năm 1948) là một nhà văn và nghệ sĩ thị giác với các tác phẩm đã được trưng bày trong phòng trưng bày, bảo tàng và không gian công cộng trên khắp nước Mỹ và các nước khác.

## Cuộc sống cá nhân
Bursztyn sinh ra và lớn lên ở Argentina. Bà chuyển đến Thành phố New York năm 1976. Hiện tại bà sống ở cả Thành phố New York và Thung lũng Hudson.

## Giáo dục
Bursztyn có bằng thạc sĩ về văn học Mỹ Latinh từ Đại học Nacional de Cordoba, Argentina.

## Tác phẩm nổi bật
Các tác phẩm của Bursztyn đã được giới thiệu tại: Art in General (Thành phố New York), Không gian nghệ sĩ, Bảo tàng nghệ thuật Bronx, Trung tâm nghệ thuật sách, Thư viện trung tâm Mexico, Chappaqua, Phòng trưng bày Ex (Tokyo, Nhật Bản), Thư viện Thư viện và Bảo tàng Neuberger. Lượt xem từ trên cao được hiển thị trên Tàu điện ngầm Thành phố New York như một phần của Nghệ thuật và Thiết kế MTA.
Các tác phẩm của bà cũng đã được trưng bày tại các sự kiện sau: Bronx Bound tại Đại học Nghệ thuật Lehman, Bronx, Mục tiêu di chuyển, tại Đại học Der Kunste, Học viện Mỹ thuật Berlin, Poznan, Ba Lan; Nghệ sĩ phụ nữ đương đại: New York, tại Đại học bang Indiana và những vị khách không ngờ tới tại Maxwell Fine Arts, Peekkill, New York).
Trong ấn phẩm, các tác phẩm của bà đã được giới thiệu trong: Tạp chí gốm sứ hàng tháng, Tạp chí tin tức hàng ngày, Tạp chí Double Take, Đài phát thanh công cộng quốc gia và Thời báo New York.